# تيد سورنسن (سياسي)
تيد سورنسن (بالإنجليزية: Ted Sorensen)‏ هو سياسي أسترالي، ولد في 20 يناير 1953 في خليج هيرفي في أستراليا. حزبياً، نشط في الحزب الوطني الليبرالي في كوينزلاند. وقد انتخب عضو المجلس التشريعي ولاية كوينزلاند عن دائرة Electoral district of Hervey Bay ‏ (21 مارس 2009 – ).